# Красный фантом
Красный фантом, или красный орнатус (лат. Hyphessobrycon sweglesi) — вид тропических пресноводных лучепёрых рыб из семейства харациновых. Эндемик верхнего бассейна реки Ориноко (Южная Америка). Встречается в верховьях лесных рек Риу-Муко и Мета, на территории современных государств Колумбии и Венесуэлы. Обитает в мелких речках и ручьях, в пологе затопленных участков тропического леса, временных озерцах, а также в каналах основных рек. В условиях аквариума красный фантом вырастает до 4.5 см, в естественных условиях до 8 см. Продолжительность жизни составляет от 3 до 5 лет. 

## Содержание
Красный фантом — это стайная рыба, поэтому в аквариуме лучше содержать как минимум десять особей. Миролюбива, в отличие от близкородственного вида чёрного фантома. Красные фантомы не задерживаются на определенном месте, их можно найти как у поверхности воды, так и у грунта. Аквариум должен иметь достаточно растительности, а также достаточно свободного места для плавания. Красный фантом питается как сухим, так и живым кормом.